# Riacho Nazaré
Riacho Nazaré är ett periodiskt vattendrag i Brasilien.   Det ligger i delstaten Bahia, i den östra delen av landet, 900 km öster om huvudstaden Brasília.
Omgivningarna runt Riacho Nazaré är huvudsakligen savann. Runt Riacho Nazaré är det glesbefolkat, med 9 invånare per kvadratkilometer.